# Александар Могиљни
Александар Генадијевич Могиљни (рус. Алекса́ндр Генна́дьевич Моги́льный; Хабаровск, 18. фебруар 1969) је некадашњи руски професионални играч хокеја на леду и тренутни помоћни тренер у КХЛ екипи Амур из Хабаровска.
Играо је на позицији десног крила и био је веома познат по својој брзини и јаком ударцу због чега је и зарадио надимак Александар Велики. У професионалној каријери дугој 20 година (од 1986/06) играо је за неколико екипа, а са селекцијом Совјетског Савеза 1988. освојио је Олимпијско злато, а годину дана касније и титулу светског првака.
Од 2000. члан је престижне хокејашке Златне тројке.

## Клупска каријера
Своје прве хокејашке наступе Могиљни је забележио у јуниорској екипи Амура из свог родног града Хабаровска. Године 1986. потписао је уговор са екипом ЦСКА из Москве за коју је током три сезоне одиграо укупно 98 утакмица уз 38 голова. У московском тиму је играо заједна са два легендарна руска нападача Федоровим и Буреом.
Године 1988. изабран је као 89. пик на драфту за НХЛ екипу Буфало сејберси. Пошто тадашње совјетске власти нису благонаклоно гледале на одлазак својих најбољих спортиста у САД, а посебно се то односило на играче који су играли за ЦСКА који је био војнички клуб, Могиљни је био присиљен да тражи политички азил и радну дозволу за САД (које је и добио 9. маја 1989). У екипи из Бафала, за коју је наступао 6 сезона, играо је под бројем 89 који није мењао до краја своје играчке каријере. Прву НХЛ утакмицу одиграо је 5. октобра 1989. против Квебек нордикса.
Сезона 1992/93. била је његова најуспешнија у Сејберсима, када је постигао 78 голова у 77 утакмица. Резултат добрих игара били су и наступи на ол-стар утакмицама 1992, 1993, и 1994. године.
Након истека уговора са Сејберсима, 8. јула 1995. прешао је у екипу Ванкувер канакса за које је наступао 5 сезона. Канадски тим је напустио пре краја сезоне 1999/00. и прешао у Џу Џерзи са којим је исте сезоне успео да освоји свој први и једини трофеј Стенли купа.
Из Џерзија је прешао у Торонто мејпл лифсе са којима је 3. јула 2001. потписао четверогодишњи уговор вредан 22 милиона долара. Иако је у првој сезони у Лифсима због повреде колена пропустио чак 16 утакмица, успео је да у преосталим мечевима постигне 57 поена (24 гола) и постане други најефикаснији стрелац те сезоне. Био је један од најзаслужнијих играча који је екипу из Торонта 2002. довео до конференцијског финала. У сезони 2002/03 проглашен је за најбољег играча Мејпл лифса. Голом који је постигао Бафало сејберсима 15. марта 2004. ушао је у историју као тек други руски хокејаш у НХЛ историји који је постигао више од 1.000 поена.
У августу 2005. потписао је уговор на две године вредан 7 милиона долара са Девилсима. на крају је ипак одиграо само једну сезону, и прешао у нижерангирану екипу Олбени ривер ратса у којој је и завршио професионалну играчку каријеру.
У 17 сезона колико је провео играјући за НХЛ екипе, одиграо је 990 утакмица и постигао 473 гола и 559 асистенција. Могиљни је остао упамћен и као први совјетски хокејаш који је пребегао у САД (у мају 1989), први руски хокејаш који је заиграо на НХЛ ол-стар утакмици и постао капитен неке од НХЛ екипа.

## Репрезентативна каријера
Репрезентативну каријеру за СССР започео је играјући на Олимпијским играма 1988. у Калгарију, када је совјетски тим освојио златну олимпијску медаљу.
Исте године Могиљни је наступио и за јуниорску селекцију своје земље на светском првенству у Совјетском Савезу. На том такмичењу освојио је сребрну медаљу, уврштен је у идеалну поставу првенства и проглашен за најбољег стрелца турнира са по 9 голова и асистенција у 7 одиграних утакмица. За репрезентацију је наступио на истом такмичењу и наредне године, на првенству одржаном у САД. Совјети су освојили златну медаљу, а Могиљни је искористивши чињеницу да се игра на територији САД тајно напустио тим и пребегао у САД где је убрзо добио политички азил.
Пар месеци пре напуштања Совјетског Савеза на светском сениорском првенству 1989. освојио је прву и једину златну сениорску медаљу.
Наступао је за селекцију Русије на Светском купу 1996. године.
Одбио је да игра за репрезентацију Русије на Олимпијским играма у Солт Лејк Ситију 2002. године правдајући тај потез лошом формом.

## Признања и титуле
- Најбољи стрелац Светског јуниорског првенства 1988. године
- Трофеј Леди Бинг 2003. године
- Наступи на НХЛ ол-стар утакмицама – 1992, 1993, 1994, 1996, 2001 и 2003. (није наступио због повреде)
- Трофеј Стенли купа у сезони 1999/00
- Олимпијско злато 1988. године
- Члан је Златне тројке хокеја на леду од 2000. године
- Проглашен за члана Куће славних екипе бафало сејберси 1. јануара 2011.

## Статистика
* Клупска статистика
| 1986/87.   | ЦСКА Москва         | СССР       | 28  | 15  | 1   | 16   | 4   | —   | —  | —  | —  | —  |
| 1987/88.   | ЦСКА Москва         | СССР       | 39  | 12  | 8   | 20   | 14  | —   | —  | —  | —  | —  |
| 1988/89.   | ЦСКА Москва         | СССР       | 31  | 11  | 11  | 22   | 24  | —   | —  | —  | —  | —  |
| 1989/90.   | Бафало сејберси     | НХЛ        | 65  | 15  | 28  | 43   | 16  | 4   | 0  | 1  | 1  | 2  |
| 1990/91.   | Буфало сејберси     | НХЛ        | 62  | 30  | 34  | 64   | 16  | 6   | 0  | 6  | 6  | 2  |
| 1991/92.   | Буфало сејберси     | НХЛ        | 67  | 39  | 45  | 84   | 73  | 2   | 0  | 2  | 2  | 0  |
| 1992/93.   | Буфало сејберси     | НХЛ        | 77  | 76  | 51  | 127  | 40  | 7   | 7  | 3  | 10 | 6  |
| 1993/94.   | Буфало сејберси     | НХЛ        | 66  | 32  | 47  | 79   | 22  | 7   | 4  | 2  | 6  | 6  |
| 1994/95.   | Спартак Москва      | МХЛ        | 1   | 0   | 1   | 1    | 0   | —   | —  | —  | —  | —  |
| 1994/95.   | Буфало сејберси     | НХЛ        | 44  | 19  | 28  | 47   | 36  | 5   | 3  | 2  | 5  | 2  |
| 1995/96.   | Ванкувер канакси    | НХЛ        | 79  | 55  | 52  | 107  | 16  | 6   | 1  | 8  | 9  | 8  |
| 1996/97.   | Ванкувер канакси    | НХЛ        | 76  | 31  | 42  | 73   | 18  | —   | —  | —  | —  | —  |
| 1997/98.   | Ванкувер канакси    | НХЛ        | 51  | 18  | 27  | 45   | 36  | —   | —  | —  | —  | —  |
| 1998/99.   | Ванкувер канакси    | НХЛ        | 59  | 14  | 31  | 45   | 58  | —   | —  | —  | —  | —  |
| 1999/00.   | Ванкувер канакси    | НХЛ        | 47  | 21  | 17  | 38   | 16  | —   | —  | —  | —  | —  |
| 1999/00.   | Њу Џерзи девилси    | НХЛ        | 12  | 3   | 3   | 6    | 4   | 23  | 4  | 3  | 7  | 4  |
| 2000/01.   | Њу Џерзи девилси    | НХЛ        | 75  | 43  | 40  | 83   | 43  | 25  | 5  | 11 | 16 | 8  |
| 2001/02.   | Торонто мејпл лифси | НХЛ        | 66  | 24  | 33  | 57   | 8   | 20  | 8  | 3  | 11 | 8  |
| 2002/03.   | Торонто мејпл лифси | НХЛ        | 73  | 33  | 46  | 79   | 12  | 6   | 5  | 2  | 7  | 4  |
| 2003/04.   | Торонто мејпл лифси | НХЛ        | 37  | 8   | 22  | 30   | 12  | 13  | 2  | 4  | 6  | 8  |
| 2005/06.   | Њу Џерзи девилси    | НХЛ        | 34  | 12  | 13  | 25   | 6   | —   | —  | —  | —  | —  |
| 2005/06.   | Олбени ривер ратси  | АХЛ        | 19  | 4   | 10  | 14   | 17  | —   | —  | —  | —  | —  |
| НХЛ укупно | НХЛ укупно          | НХЛ укупно | 990 | 473 | 559 | 1032 | 432 | 124 | 39 | 47 | 86 | 58 |

- Репрезентативна статистика

| Год.                | Репрезент.          | Такмичење           | Пласман             |    | Ут. | Г  | A  | Бод | ИСК |
| ------------------- | ------------------- | ------------------- | ------------------- | -- | --- | -- | -- | --- | --- |
| 1987.               | СССР                | СПЈ                 | ДСК                 | 6  | 3   | 2  | 5  | 4   |     |
| 1988.               | СССР                | СПЈ                 | 2. место            | 7  | 9   | 9  | 18 | 2   |     |
| 1988.               | СССР                | ОИ                  | 1. место            | 6  | 3   | 2  | 5  | 2   |     |
| 1989.               | СССР                | СПЈ                 | 1. место            | 7  | 7   | 5  | 12 | 4   |     |
| 1989.               | СССР                | СП                  | 1. место            | 10 | 0   | 3  | 3  | 2   |     |
| 1996.               | Русија              | СК                  | ПФ                  | 5  | 2   | 4  | 6  | 0   |     |
| Junior Int'l Totals | Junior Int'l Totals | Junior Int'l Totals | Junior Int'l Totals | 20 | 19  | 16 | 35 | 10  |     |
| Сениори укупно      | Сениори укупно      | Сениори укупно      | Сениори укупно      | 21 | 5   | 9  | 14 | 4   |     |